# Craps
El Craps, también llamado pase inglés, es un juego de azar que consiste en realizar distintas apuestas al resultado que se obtendrá al lanzar dos dados en el tiro siguiente o en toda una ronda. Aunque el juego es especialmente famoso en la mayoría de casinos alrededor del mundo en una modalidad en la que se apuesta contra «la casa» o «banca», existen otras versiones en las que los jugadores apuestan unos contra otros, como en el caso del craps callejero.

## Historia
El juego de Craps se desarrolló como una simplificación del juego inglés llamado Hazard. Sus orígenes son difíciles de rastrear y se pueden remontar hasta las Cruzadas, recibiendo posteriormente la influencia de jugadores franceses. Lo que se convertiría en la versión moderna americana del juego fue llevado a Nueva Orleans por Bernardo de Marigny, un político y jugador descendiente de una familia de terratenientes adinerados de Luisiana. Sin embargo existía un fallo en la versión del juego de Bernardo, donde los jugadores podían sacarle ventaja al casino utilizando dados cargados y apostando a favor o en contra de la persona que lanzaba los dados. Un hombre llamado John H. Winn introdujo la opción de apostar "en contra" con la barra de no pase, que consiste en la versión del juego que permanece hasta ahora.
El juego, conocido originalmente como crapaud (una palabra en francés que significa «sapo», en referencia al estilo original de las personas de jugarlo de cuclillas sobre el suelo o en las banquetas) se considera que debe su popularidad actual al Craps callejero. La versión callejera se hizo muy famosa entre los soldados de la Segunda Guerra Mundial.

## Reglas
Cuando se juega en un casino contra la banca, o casa, uno o varios jugadores realizan diversas apuestas al resultado que se obtendrá en los dados que lance alguno de los jugadores, el cual es designado «tirador» o «shooter» por su nombre en inglés. Para comenzar el juego, durante lo que se conoce como «tiro de salida», el jugador necesita realizar una apuesta que se conoce como «línea de pase», en la que se busca obtener un siete (conocido como «siete natural» o «siete ganador») o un once en la combinación de dados para ganar la apuesta, que paga uno a uno. Si por el contrario obtiene un dos, tres o doce (números conocidos como «craps») pierde automáticamente su apuesta y necesitará colocar de nuevo una apuesta para seguir tirando. Si durante el primer lanzamiento no obtiene un siete u once (con que gana), o un dos, tres o doce (con que pierde), el juego entrará en una segunda etapa, en la que se marcará el «punto» en el número que se obtenga en dicho lanzamiento (cuatro, cinco, seis, ocho, nueve o diez). En esta etapa, el tirador buscará volver a obtener ese número en los dados, con lo que ganará el «roll» o «ronda», antes de obtener un siete, llamado «siete fuera» o «seven out». Si logra repetir el número del punto, el jugador ganará su apuesta y se le pagará uno a uno el monto. Si por el contrario si aparece un siete, perderá su apuesta. En ambos casos se considera que la ronda ha terminado y el juego vuelve a comenzar, aunque si la ronda culminó debido a un siete fuera se designará un nuevo tirador de entre los distintos jugadores.

## Tipos de apuestas

### Apuestas de línea
Para poder lanzar los dados es necesario realizar una apuesta conocida como «línea de pase» o su contra parte, apuesta llamada «barra de no pase».
- Línea de pase.- Es la apuesta principal del juego. Durante el tiro de salida, si se obtiene un siete u once en los dados se gana la apuesta. Por el contrario, se pierde con un dos, tres o doce. Una vez que se establece el «punto», la apuesta se gana repitiendo el número antes de obtener un siete fuera. Esta apuesta paga uno a uno.
- Barra de No pase.- Esta apuesta es prácticamente lo opuesto a la línea de pase: en el tiro de salida se pierde con un siete u once y se gana con dos o tres (se empata con un doce). Una vez que se establece el punto, esta apuesta pierde si se repite el número y gana si aparece antes un siete fuera. Esta apuesta paga uno a uno.
- Venir.- Esta apuesta actúa como una segunda línea de pase y sólo puede jugarse cuando está establecido el punto. Al igual que la línea de pase, en el primer tiro gana con siete u once y pierde con los craps. Si no sale alguno de esos números, la apuesta «sube» al número que se obtuvo, mismo que deberá repetirse antes de un siete para ganar la apuesta.
- No venir.- Apuesta similar a la barra de No pase: durante el primer tiro pierde con un siete u once y se gana con dos o tres (se empata con un doce). Si no sale ninguno de esos números, la apuesta sube al número conseguido y a partir de ese momento perderá si se repite el número antes que un siete.
- Gabela a favor.- Una vez que se establece el «punto», la mayoría de los casinos permite hacer una apuesta complementaria a la línea de pase (ocurre lo mismo con las apuestas que suben del «venir») cuyo monto puede ir a la par, al doble, o hasta cinco veces el valor de la apuesta principal (algunos casinos pueden aceptar hasta cien veces el monto). Dicha apuesta complementaria también gana si se obtiene el número antes que un siete, y paga según la verdadera probabilidad de los números: dos a uno si el número es cuatro o diez, tres a dos si es cinco o nueve y seis a cinco si el punto es seis u ocho. Ya que la gabela paga según la probabilidad real, a diferencia de la línea de pase que paga a la par, esta apuesta disminuye la ventaja de la casa.
- Gabela en contra.- Si el jugador está jugando en la barra de no pase o no venir, se puede hacer una apuesta complementaria, que también ganará si se obtiene un siete antes que el número al que juega en contra. El pago también es sobre la base de la probabilidad real, por lo que paga uno a dos en cuatro y diez, dos a tres en cinco y nueve y cinco a seis en seis y ocho.

### Apuestas a un solo tiro
- Dos.- Gana si se obtiene un par de uno en los dados.
- Tres.- Gana si se obtiene un total de tres en los dados.
- Once.- Gana si se obtiene un total de once en los dados.
- Doce.- Gana si se obtiene un total de doce en los dados.
- Dos o doce.- Conocida como «Hi and low» en inglés, gana si se obtiene dos o doce en los dados.
- Cualquier Craps.- Apuesta que gana si se obtiene dos, tres o doce en los dados.
- Craps — Once (C & E).- Se apuesta la mitad a alguno de los craps y la otra mitad al once.
- Cualquier siete.- Gana con la suma total de siete en los dados.
- Horn.- En español «apuesta del cuerno», se coloca por lo menos una ficha en el dos, tres, once y doce. Se paga dependiendo de lo que salga en el tiro siguiente y se descuenta lo que se haya apostado en los otros números para que la apuesta continúe.
- Mundial.- Se coloca una ficha a cualquier siete y la «apuesta del cuerno». En este caso la ficha de «cualquier siete» actúa como un seguro donde, en caso de caer dicho número, el pago resultante servirá para restablecer la «apuesta del cuerno».
- Hop.- Es una apuesta a una combinación específica en los dados para el siguiente tiro, por ejemplo, en un hop 5—1 se apuesta a que se obtendrá en los dados esa combinación exacta, un cinco en un dado y un uno en el otro. La apuesta paga quince a uno en el caso de combinaciones sencillas y treinta a uno en el caso de combinaciones difíciles o «duros».
- Campo.- Se apuesta a que un dos, tres, cuatro, nueve, diez, once o doce será el número que se obtenga en el tiro siguiente. Generalmente la apuesta paga dos a uno si se obtiene un dos o doce (algunos casinos pueden pagar tres a uno) y uno a uno si se obtiene el resto de los números. Por el contrario, si se obtiene en los dados un cinco, seis, siete u ocho, se pierde la apuesta.

### Apuestas a varios tiros
- Duros o difíciles.- Se apuesta a que se obtendrá en los dados un cuatro, seis, ocho o diez en su forma «difícil» antes de que aparezca un siete o la combinación «sencilla» del mismo número. La manera difícil se puede identificar cuando el resultado en ambos dados es el mismo, en lo que se conoce de igual modo como «pares» o «dobles». Por ejemplo, un 2—2 es la manera «difícil» del cuatro, mientras que un 3—1 es la manera «sencilla».
- Gran 6 y Gran 8.- Se apuesta a que se obtendrá en los dados un seis o un ocho (dependiendo de la apuesta, ya que son independientes) antes de que salga un siete. Esta apuesta generalmente es evitada por jugadores con experiencia ya que paga a la par, mientras que una apuesta en sitio o place bet paga una relación mayor.
- Apuesta en sitio o Place bet.- Esta apuesta se puede realizar a los números cuatro, cinco, seis, ocho, nueve y diez (en los que se puede establecer el «punto») y pagan un poco menos que la probabilidad real: nueve a cinco en cuatro y diez, siete a cinco en cinco y nueve y siete a seis en seis y ocho. Por lo tanto, las apuestas a cuatro, cinco, nueve y diez deben de ser en múltiplos de $5 y de $6 para seis y ocho para que puedan pagarse en esas proporciones. Generalmente se considera que estás apuestas no funcionan durante el tiro de salida, aunque el cliente puede solicitar que jueguen a su consideración.
- Apuesta comprada o Buy bet.- Es una apuesta que paga la probabilidad real menos una comisión del cinco por ciento de la apuesta base. Algunos casinos cobran la comisión sobre la apuesta inicial, aunque en algunos otros la comisión sólo se cobra cuando la apuesta resulta ganadora. Gana cada vez que sale el número al que se le apuesta, mientras que pierde con el «siete fuera» y también se considera que no está funcionando durante el tiro de salida.
- Lay bet.- Es la apuesta contraria a la apuesta comprada. Paga según la probabilidad real (uno a dos para cuatro y diez, dos a tres para cinco y nueve y seis a siete para seis y ocho) menos una comisión del cinco por ciento sobre la ganancia. Gana con el siete y pierde con el número al que se le apuesta en contra.

### Relaciones de pago y resumen
dependiendo de los casinos es la forma de pago ...
en este caso ciertos casino trabajan estas formas de pago
línea de pase siempre paga 1-1 ... ejemplo:
50 pesos paga 50 pesos.
el campo también llamado field gana con todos los números en el campo 2,3,4,9,10,11 y 12 ...en este caso el número 2 y el 12 paga doble..
place a favor 
en la base con el número (6-8)
por cada 30 te paga 35 pesos
en la base con el número (5-9)
por  cada 25 pesos te paga 35 pesos
y en la base con el número (4-10)
por cada 25 pesos paga 45 pesos

## Sistemas de apuesta

### La martingala
Ningún sistema de apuestas es efectivo para ganarle siempre a un casino en juegos de azar tal como el Craps, aunque existen sistemas que pueden utilizarse. Uno de los sistemas más conocidos es el de la Martingala, donde un jugador comienza apostando una cantidad determinada y va doblando su apuesta en caso de resultar perdedora. Al momento de ganar la apuesta comienza de nuevo apostando la cantidad inicial, siendo la idea tener una ganancia neta igual al monto inicial después de ganar la apuesta. El fallo en este sistema consiste en que el jugador corre el riesgo de quedarse sin fichas después de doblar en varias ocasiones después de una serie de pérdidas al hilo, así como no poder seguir doblando debido a que se alcanza el máximo de la mesa permitido por el casino. Además, la intención de este método es tener una ganancia igual a la apuesta inicial cada vez que se gana, por lo que si dicha apuesta es pequeña, la ganancia cada vez que se tiene un resultado favorable lo será también.

### Falacia del jugador
Otros sistemas dependen de la falacia del jugador, donde en la mesa de Craps se traduce en que tiros anteriores influencian las probabilidades de tiros futuros. Por ejemplo, la falacia del jugador dicta que un jugador de Craps debe de apostar al número once si éste no ha caído o ha caído en diversas ocasiones en los últimos veinte tiros. 
En realidad, cada tiro de los dados es un evento independiente, por lo que la probabilidad de que caiga un once es uno en dieciocho en cada tiro, sin importar las veces que éste número haya caído en los últimos n tiros.

## Opciones
El craps de banca es una variación del juego de dados original, a veces conocido como Las Vegas Craps. Esta variante es muy popular en las casas de juego de Nevada, y su disponibilidad en línea la ha convertido en un juego popular en todo el mundo. El craps de la banca utiliza un diseño de mesa especial y todas las apuestas deben hacerse contra el casino. En el craps de banca, los dados se lanzan sobre un alambre o cordel que suele estar estirado a unos centímetros de la superficie de la mesa. Por regla general, si la palabra "craps" se utiliza sin ningún modificador, podemos deducir que se refiere a esta versión del juego a la que se refiere la mayor parte de este artículo.
Craps no dice es una versión simple del juego de dados original, por lo general jugado como un juego privado en línea. La mayor diferencia entre el craps sin dados y el craps original es que el tirador (la persona que tira los dados) está en una desventaja mucho mayor y tiene una ventaja del 5,38%. Otra diferencia es que éste es uno de los juegos de dados en los que un jugador puede apostar por una tirada de 2, 3, 11 o 12 antes de que salga un 7. En el juego sin dados, 2 y 12 tienen probabilidades de 11: 2 y una ventaja del establecimiento del 7,143%, mientras que 3 y 11 tienen probabilidades de 11: 4 con una ventaja del establecimiento del 6,25%.
El craps de Nueva York es un tipo de juego de dados que se juega principalmente en la costa este de Estados Unidos, haciendo honor a su nombre. Se dice que este juego se encontró y se jugó en casinos de Yugoslavia, el Reino Unido y las Bahamas. En esta variante del craps, la ventaja del casino es mayor que en el craps de Las Vegas o en el craps de la banca. La disposición de la mesa también es diferente y se denomina mesa de dos distribuidores.

## Etiqueta y reglas de la casa
Los jugadores no deben decir la palabra siete porque lo toman como mala suerte.
Cuando el jugador toca los dados ya no se puede hacer apuesta algunos casinos aplica.
Los jugadores pueden cambiar de dados si lo desean.